# Klydesøen
Klydesøen er en sø på sydsiden af Kalveboderne på Amager. 
Vestamager blev inddæmmet under anden verdenskrig, og brugt til skydeøvelser af de tyske besættelsestropper. Området består af selvsået birkeskov, pilekrat, søer, høje, enge og vådområder. Den sydvestlige del er afsat til naturreservat med to observationstårne og et rørskovsskjul, hvorfra man kan betragte Klydesøens fugleliv.  Her er gjort observationer af nilgås  og havørn.